# Corrente Magellanica
La Corrente Magellanica è un flusso di idrogeno neutro (HI) formato dall'interazione gravitazionale tra la Via Lattea e le Nubi di Magellano.

## Caratteristiche
Fu scoperta da Wannier e Tirion nel 1972, mentre due anni più tardi fu individuata la relazione tra questa e le Nubi di Magellano; prima della scoperta, nel 1965, era nota un'anomalia nella velocità delle nubi di gas in quell'area, ma tali nubi non erano state mappate, cosicché non venivano messe in relazione con le due galassie satelliti; la natura di queste nubi di gas era eccezionale: la sua lunghezza era stata calcolata in circa 600.000 anni-luce, pari a 180 Kiloparsec (si estende infatti su ben 180° di volta celeste), con una distanza media di circa 180.000 anni-luce (55 Kpc). 

## Osservazione e modelli strutturali
A causa della vicinanza delle due Nubi di Magellano alla nostra Galassia e della conseguente possibilità di risoluzione delle loro componenti stellari e, in taluni casi, della loro parallasse, gli scienziati possono produrre dei modelli in grado di spiegare le antiche orbite di queste componenti. Tali modelli sono stati elaborati e proposti sin dal 1980; inizialmente, si trattava di modelli semplici e privi di particolari. Nel 1998, a seguito dello sviluppo della mappatura celeste in ogni lunghezza d'onda, venne scoperto che la massa della nube interstellare prospiciente le Nubi di Magellano è attualmente pienamente connessa alle stesse Nubi, dimostrando l'esistenza di un braccio avanzato; inoltre, fu anche identificata una relazione di componenti chimici tra la Corrente e le due Nubi.
Nuovi modelli sono stati elaborati a partire dalla scoperta del braccio avanzato, modelli che considerano largamente gli effetti della gravità, attraverso il campo di marea, e includendo i movimenti dell'alone galattico, la dinamica dei gas, la formazione stellare e l'evoluzione chimica. È attraverso questi elementi che le forze mareali interessano maggiormente la Piccola Nube di Magellano, in quanto essa ha massa inferiore, ed è gravitazionalmente meno legata, mentre la Grande Nube di Magellano è maggiormente interessata da una costante emorragia di stelle e materia, strappatele via dall'intensa forza di gravità della Via Lattea, favorita anche dalla grande presenza nella Grande Nube di notevoli quantità di gas.